# G-Darius
G-Darius (Gダライアス?, Jī-Daraiasu) o G Darius è un videogioco arcade di genere sparatutto a scorrimento sviluppato dalla Taito nel 1997. Appartiene alla serie fantascientifica Darius ed è il primo videogioco della serie completamente tridimensionale. Fu convertito per PlayStation e PC e incluso nella raccolta Taito Legends 2 per PlayStation 2.

## Trama
Il gioco è ambientato migliaia di anni prima del Darius originale. L'umanità non è arrivata sulla Terra, ma sul pianeta Amnelia, che prende il nome da un uomo che aveva posto fine a una guerra di massa centinaia di anni prima degli eventi di G-Darius. Il 21° re amneliano Brezzar era un grande scienziato e un grande leader. Scoprì una misteriosa fonte di energia nota come Kaju e iniziò a integrarla nella società. Tuttavia, era una risorsa finita e responsabile della vita delle piante su Amnelia. Di conseguenza, Amnelia alla fine esaurì Kaju e alcuni finirono per emigrare sul suo satellite Blazar.
50 anni dopo, è scoppiata una guerra tra Amnelia e Blazar per l'occupazione di Martha, un altro satellite del pianeta. Gli scienziati amneliani inventarono un'arma nota come "All Nothing" o A.N., che sembrava imbrigliare "il potere del diavolo". L'arma fu usata sul pianeta Blazar, provocando la sua totale distruzione e il risveglio dei Thiima. Tre anni dopo la distruzione di Blazar, la misteriosa razza aliena nota solo come Thiima avrebbe attaccato Amnelia, percependola come una minaccia non solo per loro ma per tutta la vita nella galassia. All'inizio, gli Amneliani crearono il primo modello del leggendario caccia Silver Hawk, combinando la potenza A.N. con la tecnologia amneliana e thiimana per creare una forza mortale a tutto tondo. I piloti Sameluck Raida e Lutia Feen furono selezionati per pilotare i Silver Hawk e combattere gli invasori thiimani, e alla fine attaccare la loro base su Kazumn, satellite del pianeta Darius.

## Modalità di gioco
G-Darius è il primo gioco della serie a utilizzare una grafica poligonale 3D, sebbene mantenga il gameplay bidimensionale dei precedenti titoli. Esso è molto più simile al Darius originale, con la Silver Hawk dotata di tre misuratori di potenza che controllano il livello di potenza dei cannoni, dei missili e degli scudi che sparano in avanti, con la nave che mantiene i suoi livelli di potenza solo quando è completamente potenziata al livello successivo.
Una novità aggiunta sono le Capture Ball, che ampliano il concetto di cattura dei miniboss introdotto in Darius Gaiden. Il giocatore ne ha una scorta limitata e può usarle in qualsiasi momento. Quando un nemico viene colpito da una Capture Ball, verrà catturato e seguirà la nave del giocatore, aumentandone la potenza di fuoco. I capitani possono essere catturati nello stesso modo, anche se poiché hanno una placcatura che rimbalza sulle palle, il giocatore deve prima rompere la loro placcatura prima di catturarli.
I nemici catturati possono essere fatti esplodere in qualsiasi momento, creando un'esplosione concentrata che agisce come una bomba intelligente, o assorbiti per caricare il Raggio Alphaa, un raggio di grandi dimensioni che vaporizza istantaneamente la maggior parte dei nemici e infligge gravi danni ai nemici più grandi e ai boss. I boss possono usare un raggio simile chiamato Raggio Beta che, quando entra in collisione con il Raggio Alpha del giocatore, innesca un tiro alla fune in cui lui deve premere ripetutamente il pulsante di fuoco per assorbire il raggio del boss, facendo sì che il Raggio Alpha diventi più grande e causando danni ingenti al boss.
Infine, i potenziamenti possono aumentare le capacità offensive, aumentando la potenza di sparo, difensive, creando una barriera protettiva, donare una vita o punti extra.

### G-Darius Ver.2
È stata in seguito distribuita una seconda versione arcade del gioco, chiamata G. Darius Ver. 2. Offre alcuni bilanciamenti di gioco, una nuova modalità chiamata "Beginner Mode" (nella quale la partita termina dopo tre livelli), dei timer per i boss, e un pulsante per l'autofire. Nessuna edizione casalinga è basata su essa.

## Accoglienza
In Giappone la rivista Game Machine elencò la versione arcade di G-Darius nel numero del 15 agosto 1997 come la quarta unità di maggior successo del mese.
Il gioco per PlayStation ottenne di solito buoni giudizi dalla stampa, con media dei voti intorno a 75%.
Recensendo la versione PlayStation, Next Generation ha affermato che il gioco è "divertente per i vecchietti che riescono a sopportarlo, ma il giocatore medio si annoierà a morte". Randy Nelson di IGN affermò che "è un grande gioco, molto divertente ed è una bomba con due giocatori. Se sei un fan degli sparatutto, lo vorrai nella tua collezione. Un pollice in su molto dolorante".
Consolemania diede al gioco giudizi molto alti, tra cui un 94% alla giocabilità.
PlayStation Magazine lodò l'innovativo sistema di cattura dei nemici e l'azione frenetica e coinvolgente, criticando solo la difficoltà un po' eccessiva.